# Gyaritini
Gyaritini – plemię chrząszczy z rodziny kózkowatych i z podrodziny zgrzypikowych. 

## Zasięg występowania
Przedstawiciele tego plemienia występują w Płd.-Wsch. Azji, płd. Chinach, w Indiach oraz na Sri Lance.

## Systematyka
Do Gyaritini zalicza się 50 gatunków zgrupowanych w 11 rodzajach:
- Arachnogyaritus
- Archeogyaritus
- Ceylania
- Elegantogyaritus
- Gyaritus
- Microleropsis
- Nosavana
- Paradriopea
- Pseudoloessa
- Yimnashana
- Yimnashaniana